# Fritz Piper
Claes Gustaf Fritz Piper, född 3 oktober 1807 i Stockholm, död 26 juni 1897 på Krageholms slott, var en svensk greve, hovstallmästare och riksdagspolitiker.
Fritz Piper var son till överstekammarjunkaren greve Carl Claes Piper. Han blev student vid Uppsala universitet 1827, avlade officersexamen 1829 och började samma år tjänstgöra vid Livregementets husarkår, där han 1840 blev ryttmästare. Han erhöll avsked därifrån 1846 men kvarstod som ryttmästare i armén till 1858. Därjämte tjänstgjorde han vid hovet och vann där befordran till kabinettskammarherre 1835, adjutant hos Karl XIV Johan 1842 och hovstallmästare hos änkedrottning Desideria 1844. Piper övertog 1852 fädernegården Krageholms slott, som han drev upp till hög kultur. Sedan han 1875 efter sin äldre brors död även övertagit Christinehof, Torups slott, Högestads gods och Baldringe, var han en av Sveriges största godsägare och den störste i Skåne. Han blev 1872 ledamot av Lantbruksakademien och hedersledamot där 1887. Fritz Piper var ledamot av ett flertal ståndsriksdagar från 1834 och ledamot av första kammaren 1866–1875. Under flera decennier tillhörde han Malmöhus läns landsting. Fritz Piper var motståndare till representationsreformen 1865.